# 828

## Nașteri
- dată necunoscută: Boris I al Bulgariei  (d. 907)

## Decese
- Abu-l-'Atahiya, poet arab (n. 748)

- Asad ibn al-Furat, jurist și teolog arab din Ifriqiya (n. 759)